# Smittina thompsoni
Smittina thompsoni är en mossdjursart som beskrevs av Arnold Girard Kluge 1955. Smittina thompsoni ingår i släktet Smittina och familjen Smittinidae. Inga underarter finns listade i Catalogue of Life.